# Rhyothemis braganza
Rhyothemis braganza är en trollsländeart som beskrevs av Karsch 1890. Rhyothemis braganza ingår i släktet Rhyothemis och familjen segeltrollsländor. Inga underarter finns listade i Catalogue of Life.